# Wappentier

Adler und Löwen im Wappen von Otto IV. als Kaiser des Heiligen Römischen Reiches

Ein Wappentier wird in einem Wappen als gemeine Figur, als Schildhalter oder auch als Helmzier dargestellt. Der Begriff Wappentier ist bei Heraldikern ungebräuchlich, aber bei Laien sehr beliebt.

## Gemeine Figur Wappentier

Spinnennetz im Wappen der ehemaligen grönländischen Gemeinde Aasiaat

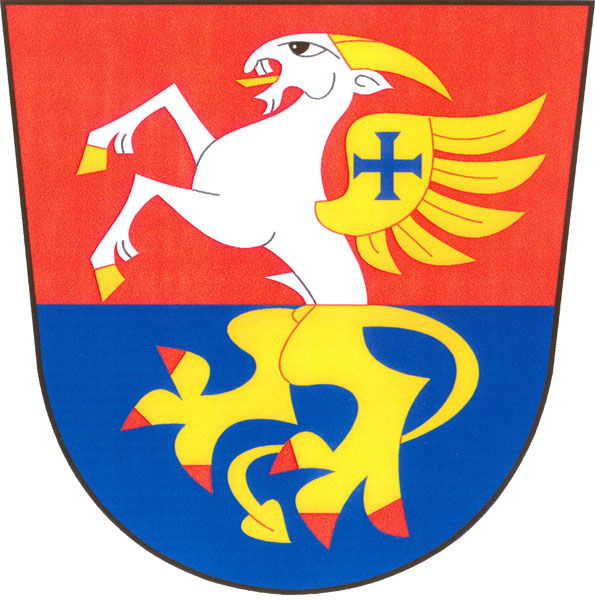
In mehrfacher Hinsicht verfremdet

Eidechsen in Brinckheim/Elsass

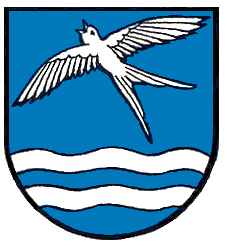
Schwalbe in Miedelsbach

Walross im Wappen der ehemaligen grönländischen Gemeinde Sisimiut

Schwan im Oberwappen

Fantasietier aus Rehbockrumpf und Fischkörper im Wappen von Zarasai

Im Wappen können alle natürlichen Tiere und solche aus der Fabelwelt (Einhorn, Drache, Greif etc.) verwendet werden. Die Abwandlung von bekannten Lebewesen durch widersinnig erscheinende Veränderungen hat die Heraldik bereichert. So sind beispielsweise Säugetiere mit Fischschwanz (Seelöwe) oder Tiere mit Flügeln (Flügelstier), die nicht zum Fliegen geschaffen sind, als Besonderheiten zu nennen. Hierzu zählt auch der Fliegende Fisch im Wappen von Itingen.
Bis auf wenige Ausnahmen sind im Wappenschild die Tiere stilisiert. Besonders jene, die schon in der Frühzeit der Heraldik auf den Schilden ihren Platz gefunden haben, sind durch die Jahrhunderte hindurch der Mode angepasst worden, und ihre Darstellung ist künstlerisch durchdrungen. Der Historiker kann die Darstellungsart der jeweiligen Epoche zuordnen.
Die meisten Wappentiere haben eine bevorzugte Stellung im Schild. So blicken viele Wappentiere nach rechts (aus der Sicht des Schildträgers) und sind Löwen vorrangig steigend dargestellt. Dies vereinfacht die Wappenbeschreibung (Blasonierung), denn die Grundstellungen brauchen dabei nicht erwähnt zu werden. Die Wappentiere können wachsend, am Spalt stehend, bekrönt oder auch verkappt (Rüstungsteile über dem Kopf) sein. Viele Begriffe erklären in Kurzform treffend das Aussehen, die Stellung und Farbe.
Von vielen Wappentieren werden auch nur Teile, wie Kopf, Flügel, Füße und Vorderteil genommen. Diese werden wie das vollständige Tier behandelt. Die Beschreibung der Bewehrung macht den kleinen Unterschied zweier scheinbar gleicher Wappen aus.
Wappentiere bleiben eine gemeine Figur, auch wenn sie den Schildrand oder eine Teilungslinie im Schild berühren. Ebenso werden sie oft als Schildhalter dargestellt.
Beliebte Wappentiere sind Adler, Löwen und Leoparden.

Wappen von Brinckheim (Elsass) mit Eidechsen

Zu den wenig verbreiteten Tieren zählen die Reptilien. Reptilien sind als Wappentier eine gemeine Figur. In den Wappen sind alle Arten von Echsen, wie Krokodile, Eidechsen und Salamander, sowie auch Schlangen und Schildkröten, anzutreffen und sind die wichtigsten Vertreter. Jede dieser Tierarten hat eigene Regeln für die Darstellung in Schild oder Oberwappen, beziehungsweise als Schildhalter.
- Krokodil: siehe Hauptartikel Krokodil (Wappentier)
- Schlange: siehe Hauptartikel Schlange (Wappentier)
- Salamander: siehe Hauptartikel Salamander (Wappentier)
- Eidechse: Die Darstellung ist vorwiegend in der Draufsicht.
- Schildkröte: siehe Hauptartikel Schildkröte (Wappentier)
- siehe Hauptartikel des gewünschten Wappentieres

- Insekten: Selten sind auch die Insekten. Siehe Hauptartikel Bienen und Ameisen. Zu den anderen Insekten siehe unter Gemeine Figur, Abschnitt Insekten.

## Wappentier mit Fischschwanz
Bei vielen Wappentieren wird das Hinterteil durch einen Fischschwanz ersetzt (siehe Fischgeschwänzt). Dadurch verdoppeln sich die Möglichkeiten im oder über dem Wappen. Hier sind der Fantasie keine Grenzen gesetzt. Was möglich ist, zeigt die Kirchendecke von St. Martin in Zillis im Schweizer Kanton Graubünden: Es zeigt viele Fabelwesen, die auch in der Heraldik verwendet werden. Das Besondere ist die sehr umfangreiche Darstellung von Wappentieren mit einem Fischschwanz. So sind beispielsweise Löwe, Eber, Einhorn, Ziegenbock, Widder und Wolf entsprechend abgebildet. Selbst ein Elefant wird so dargestellt. Dies wird als fischgeschwänzt blasoniert. Auch menschliche Wesen gehören dazu. Beispiele sind Triton und die Melusine, auch als Meerfrau bekannt.
- Siehe auch Fischgreif.

## Anwendung
Während in der Heraldik die Darstellungselemente im Schild prinzipiell beliebig sind, also für den Wappeninhaber frei gewählt werden können, besteht jedoch seit den Anfangszeiten der Heraldik die Tendenz, mit einer Gemeinen Figur eine bestimmte Symbolik zu verbinden.
Hierbei werden – soweit möglich – redende Wappen gern verwendet. Das heißt, dass sich Wappenkünstler bei der Gestaltung des Wappens durchaus nach dem Namen des Wappeninhabers richten sollten. Dieses Streben kann auch viele Tiermotive hervorbringen, zum Beispiel bei Familiennamen wie „Hirsch“, „Fischer“, „Ebers“ etc.

## Verwendung der Wappentiere im Preußenwappen
Im Großen Wappen der deutschen Kaiser als Könige von Preußen und im mittleren Wappen werden diese Wappentiere in den Feldern (ohne Prachtstücke und Oberwappen) dargestellt:
- Großes Wappen der deutschen Kaiser als Könige von Preußen
  - Adler siebenmal
  - Löwe zehnmal
  - Pferd zweimal
  - Greif dreimal
  - Jungfrauenadler einmal
  - Stier zweimal
  - Henne einmal
  - Hirsch einmal
- mittleres Wappen Wilhelm II. als König von Preußen
  - Adler sechsmal
  - Löwe fünfmal
  - Pferd zweimal
  - Greif einmal.

Die verstreuten Einzelstaaten zeigen in der Zusammenstellung im Preußenwappen erst die Häufigkeit der gewählten Wappentiere und dokumentieren somit ihre Beliebtheit.

## Wappentiere der deutschen Länder
In den meisten Wappen der deutschen Länder finden sich Wappentiere:
- Baden-Württemberg: verschiedene Löwen (Staufischer Löwe, Pfälzer Löwe)
- Bayern: verschiedene Löwen (Pfälzer Löwe) und Blauer Panther
- Berlin: Bär (Berliner Bär)
- Brandenburg: Adler (Märkischer Adler)
- Hessen: Löwe („Bunter Löwe“)
- Mecklenburg-Vorpommern: Stier (Mecklenburg) und Greif (Vorpommern)
- Niedersachsen: Pferd (Sachsenross)
- Nordrhein-Westfalen: Westfalenpferd
- Rheinland-Pfalz: Pfälzer Löwe
- Saarland: verschiedene Löwen (Pfälzer Löwe) und Adler
- Sachsen-Anhalt: Bär und Adler
- Schleswig-Holstein: Löwen (Schleswig)
- Thüringen: Löwe („Bunter Löwe“)

Der Bunte Löwe von Hessen
Der Bunte Löwe von Thüringen
Der Berliner Bär
Pommerns Greif
Das Sächsische Ross
Der Pfälzer Löwe
Der Märkische Adler
Die Staufischen Löwen
Der Blaue Panther

In Bayern, Bremen und Hamburg sind zwei Löwen, bei Baden-Württemberg Hirsch und Greif als Schildhalter Teil des Großen Wappens.

Bayern Löwen
Bremen Löwen
Hamburg Löwen
Baden-Württemberg Hirsch und Greif

## Wappentiere der österreichischen Länder
- Burgenland: Roter Adler
- Kärnten: Drei Löwen
- Niederösterreich: Fünf Adler oder Lerchen
- Oberösterreich: Adler
- Salzburg: Löwe
- Steiermark: Der Steirische Panther
- Tirol: Tiroler Adler
- Vorarlberg
- Wien: Adler

Der Tiroler Adler
Steirischer Panther

## Wappentiere der Schweizer Kantone
- Appenzell: Bär
- Bern: Bär
- Genf: Adler
- Graubünden: Steinbock
- Schaffhausen: Schafbock (Widder)
- Thurgau: Zwei Löwen
- Uri: Uri-Stier

Appenzeller Bär (Ausserrhoden)
Appenzeller Bär (Innerrhoden)
Berner Bär
Genfer Adler
Bündner Steinbock
Schaffhauser Widder
Thurgauer Löwen
Uristier

### Häufigkeit von Wappentieren in Kantonen und Gemeinden
Neben den Kantonen verfügen auch die Schweizer Gemeinden jeweils über eigene Wappen. Insgesamt stellen 624 der in der Schweiz verwendeten Wappen ein Tier dar. Dabei sind Vögel mit 151 Wappen das am häufigsten dargestellte Tier und Wildschweine/Schweine mit 10 das am seltensten genutzte. Es gibt kein Tier, das nur auf einem Wappen zu sehen ist, die Mindesthäufigkeit der Darstellung eines verwendeten Tiers liegt bei 10. Von den Darstellungen entfallen 36 auf Fabeltiere.